# Phyllophaga matacapana
Phyllophaga matacapana är en skalbaggsart som beskrevs av Moron 2003. Phyllophaga matacapana ingår i släktet Phyllophaga och familjen Melolonthidae. Inga underarter finns listade i Catalogue of Life.